# Анђелко Милардовић
Анђелко Милардовић (Огулин, 12. новембар 1956) хрватски је политолог, социолог и професор политичких наука. Научни истраживач института за миграције и народности из Загреба у статусу научног саветника у трајном звању. Оснивач је и водитељ Центра за политолошка истраживања, те однедавно think tank Института за европске и глобализацијске студије. Као професор ради на Универзитетима у Загребу, Дубровнику, Осјеку и Копривници. Живи и ради у Загребу.

## Биографија
Политологију је студирао у Љубљани и Загребу. Политологију је дипломирао 1981. године на Факултету политичких наука Универзитета у Загребу на тему Наука као производна снага код професора филозофије Давора Родина. На истом факултету је магистрирао 1986. с темом Појам деловања у филозофској антропологији Арнолда Гехлена код професорке Бранке Брујић. Дана 10. октобра 1989. докторирао је на Факултету политичких наука Универзитета у Београду на теми Спонтано и инстутуционално политичко деловање. На студијским усавршавањима био у Бону (1991), Бечу (1994). Од 1981. до 1987. радио је као средњошколски професор у Осјеку. У Загреб се сели 1987. где се трајно запошљава у Институту за миграције и народности. У Осијеку је 1994. године утемељио накладничку кућу Пан либер специјализовану за подручје политологије. У току истраживачке и наставничке каријере оријентисао се на филозофију политике, историју политичких идеја и политичку теорију. Крајем деведесетих година 20. века почео је да се бави системским истраживањем различитих димензија глобализације, а у последње време политичком теоријом демократије односно посдемокрације у доба глобализације.

## Подручје истраживања
Након завршетка студија политологије на Факултету политичких наука Универзитета у Загребу, под утицајем филозофије и политичке теорије, бави се систематизацијом знања о политици и политичким идеологијама. Резултат истраживачког рада су књиге Нова десница, 1990. године, Конзерватизам и неоконзерватизам, 1993. Истраживању структуре политологије претходило је бављење историјом хрватске и светске политологије. Милардовић је 2001. године основао приватни Центар ѕа политолошка истраживања. Крајем деведесетих година Милардовић се оријентисао на истраживања у вези различитих димензија глобализације. Био је то заокрет више према социолошким темама. Од 2002. до 2006., објавио је избор текстова: Мали лексиокон глобализације 2002., ауторске књиге Под глобалним шеширом 2004, Популизам и глобализација 2004, Политичке странке у доба транзиције и глобализације 2006. године. Последњих неколико година бавио се феноменолошком социологијом. Резултат тог бављења је најновија књига Странац и друштво. Од 2002. до 2013. суделовао је у различитим научно истраживачким пројектима као руководилац или сарадник.

## Публикације
- Милардовић, А. : Методички приноси истраживању глобализма и глобализације
- Милардовић, А. : Дувергерова политичка социологија
- Милардовић, А. : Политички систем Јапана
- Милардовић, А. : Политологија странака
- Милардовић, А. : Асиметрички политички систем
- Милардовић, А. : Увод у политички систем Аустрије
- Милардовић, А. : Појам и духовни темељ социјалне државе
- Милардовић, А. : Геополитика у доба глобализације
- Милардовић, А. : Хришћанска демократија

## Уређене збирке докумената
- Милардовић, А. (ур): Избори и изборни систем, Центар за политолошка истраживања, Загреб,2003.
- Милардовић, А. (ур): Политичке странке у Републици Хрватској
- Милардовић, А. (ур): Уједињени народи. Резолуције о БиХ, Осијек-Мостар
- Милардовић, А. (ур): Документи о државности Републике Хрватске

## Међународне научне конференције
- Центар ѕа политолошка истраживања, Загреб, Хрватска и Научни форум
- Међународни научни скуп „Европска унија и глобална демократија“
- Међународни научни скуп „Глобализација политике“
- Евроскептицизам и европске интеграције, 2007. Године